# ミックス部屋
ミックス部屋（-部屋）とは、宿泊施設において男女混合で宿泊する部屋のこと。
このほか同性愛者が使用する宿泊施設で大部屋（雑魚寝）という意味で使用されることもある。

## 概要
諸外国の宿泊施設で、ミックスという言葉が表示されているときは、男女混合で宿泊する大部屋の意味として使用されることが多い。
宿泊施設によっては、例えば1階はレストラン・ロビー、2階は安い価格で宿泊できるミックス部屋、3階以上は通常の個室（ツイン・シングル・ダブルなど）という館内構成をとっていることもある。
日本ではサウナの休憩室にミックスと表示された部屋が存在することがあるが宿泊施設としては、認められていない。格安な予算で海外旅行に行くと現地で、このミックス部屋に出くわし慌てることが多いが、「地球の歩き方」（ダイヤモンド社）などに、その内容が詳しく紹介されている。